# Kerstin Moring
Kerstin Moring (Hasselfelde, 26 de septiembre de 1963) es una deportista alemana que compitió en biatlón. Ganó una medalla de bronce en el Campeonato Mundial de Biatlón de 1991, en la prueba por relevos.

## Palmarés internacional
| Campeonato Mundial | Campeonato Mundial | Campeonato Mundial | Campeonato Mundial |
| Año                | Lugar              | Medalla            | Prueba             |
| ------------------ | ------------------ | ------------------ | ------------------ |
| 1991               | Lahti (Finlandia)  | Medalla de bronce  | Relevos            |